# USA:s folkräkning 1820
USA:s folkräkning 1820 (engelska: 1820 United States census) var den fjärde folkräkningen i USA:s historia. Folkräkningen registrerade 9 638 453 invånare.